# Vanjska bočna arterija
Vanjska bočna arterija (lat. arteria iliaca externa) je krvna žila koja je vanjska grana zajedničke bočne arterije (lat. arteria iliaca communis) i opskrbljuje krvlju donje udove.
Zajednička bočna arterija podijeli se u razini zgloba križne i bočne kosti u vanjsku i unutarnju. Vanjska bočna arterija vodi krv do preponske sveze (lat. ligamentum inguinale), od kuda se nastavlja kao bedrena arterija (lat. arteria femoralis).

## Ogranci
Ogranci vanjske bočne arterije su:
- lat. arteria epigastrica inferior
- lat. arteria circumflexa ilium profunda
- manji ogranci za veliki slabinski mišić (lat. musculus psoas major), limfne čvorove u okolici i retroperitonealno vezivno tkivo